# Bad Homburg vor der Höhe
Bad Homburg vor der Höhe (röviden: Bad Homburg, hivatalos írásmódja: Bad Homburg v. d. Höhe) a németországi, Hessen tartománybeli Hochtaunus járás székhelye. Frankfurt am Maintól 12 km-re északra található.

## A város története

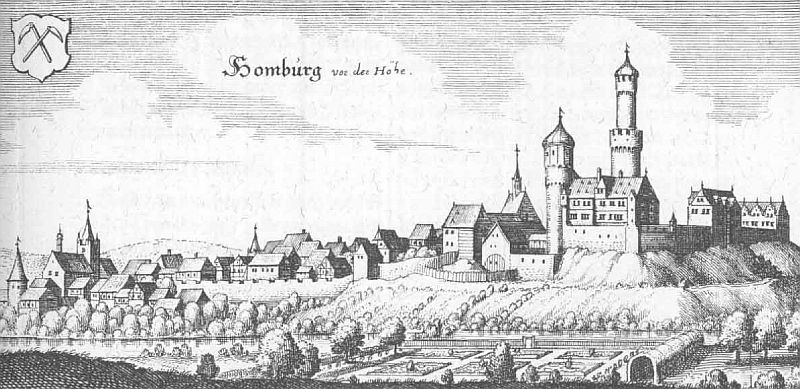
A város egy 1655-ös metszeten

A város a 14. század elején kapott városi jogot. A 17. században vallásüldözések következtében sok francia menekült telepedett le itt és Neustadtban lelt új otthonra.
A Schlossplatzon, a város legmagasabb pontján álló kastély (Schloss) a 14. századi vár helyett épült 1678-ban. Az egykori vár maradványa a Fehér-torony (Weisser Thurm). E kastély a 17. századtól a 19. század második feléig volt a hesseni tartományi grófok rezidenciája.
A vármúzeum II. Frigyes homburgi hercegre emlékeztető tárgyakat őriz. A herceg bronz mellszobrát Andreas Schüller az észak-német barokk plasztika kiemelkedő mestere készítette. II. Frigyes 1658-ban Koppenhága ostrománál elvesztette bal lábát, melyet művégtaggal pótoltak, amelynek egyes részei ezüstből készültek, a herceget ez időtől ezüstlábúnak nevezték. Ez a névadó műláb ma a vármúzeumban látható. 1675-ben mint a porosz lovasok vezére döntő szerepet játszott a svédek ellen vívott fehrbellini ütközetben.

## A fürdőváros
A városban és környékén fakadó bővizű forrásokat már a rómaiak is ismerték. A forrásokat a 18. századig inkább csak sónyerésre használták. A fürdőváros csak a források újra felfedezése után alakult ki és attól kezdve azonban a környék nemeseinek és hercegeinek, de Európa előkelőségeinek is kedvenc találkozóhelyévé vált.
1840-ben Louis és François Blanc nyitotta meg itt az első kaszinót, amelyet egy túlbuzgó hivatalnok bezáratott, mire a két testvér székhelyét áttette Monte-Carlóba, ahol nagy vagyonra tettek szert. De megfordult a városban Goethe, William Thackeray, Oscar Wilde és Dosztojevszkij is, aki itteni benyomásai alapján írta meg A játékos című regényét is.
Homburg mára az ország egyik legismertebb gyógyfürdője lett. Vízét gyomorbántalmakra, szívbetegségekre, vérkeringési és anyagcserezavarokra ajánlják.

## A város híres személyiségei
- Lotz Károly (1833–1904), magyar festőművész, a város szülötte
- Moritz Pasch (1843–1930), német matematikus, a városban élt 1911-től haláláig
- Vlagyimir Alekszandrovics Sollogub (németül: Woldemar Graf Sollogub) (1813–1882), orosz származású német író
- Karl Wilhelm von Meister (1863–1935), német politikus, diplomata, Hochtaunus járás vezetője 1892–94 között
- Georg Anthes (1863–1922) operaénekes („Anthes György”)
- Else Kröner (1925–1988), német gyártulajdonosnő, Dr. Eduard Fresenius lánya, az Institut Fresenius harmadik tulajdonosa
- Louis Jacobi (1836–1910), német építész, a város szülötte, Friedrich von Duhn régésszel közösen találták meg a Pompeii dór templom maradványait

## Galéria

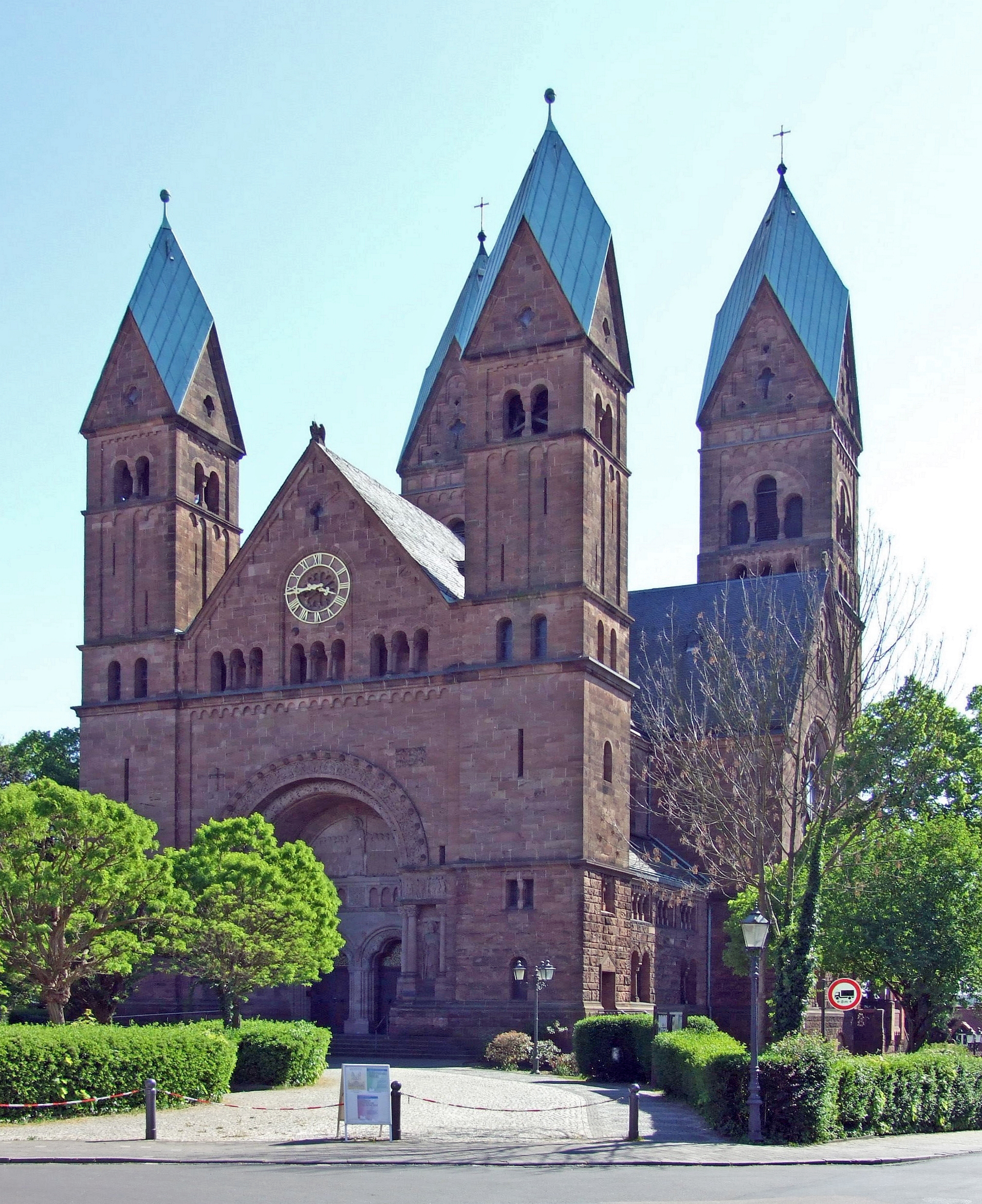
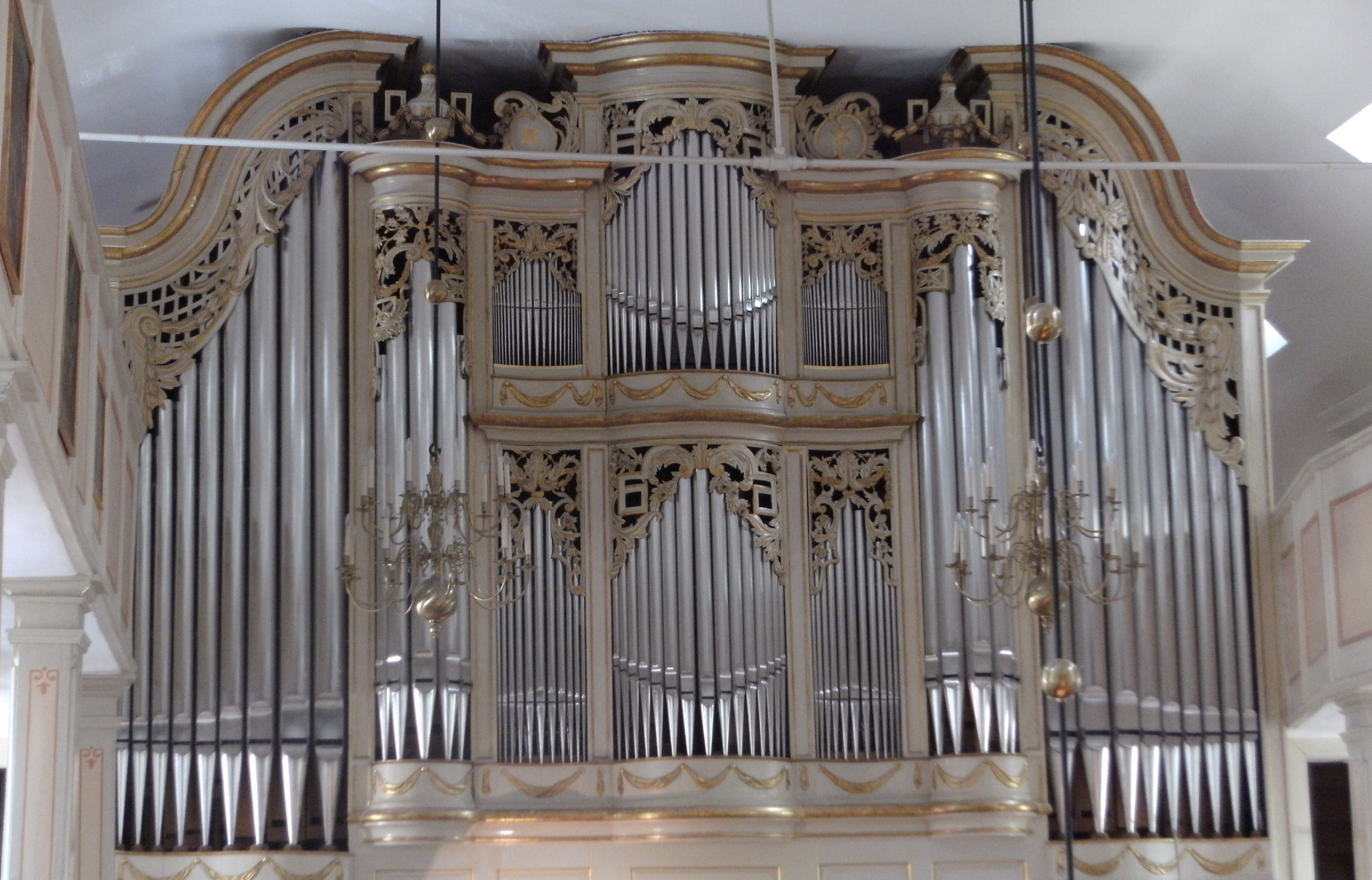
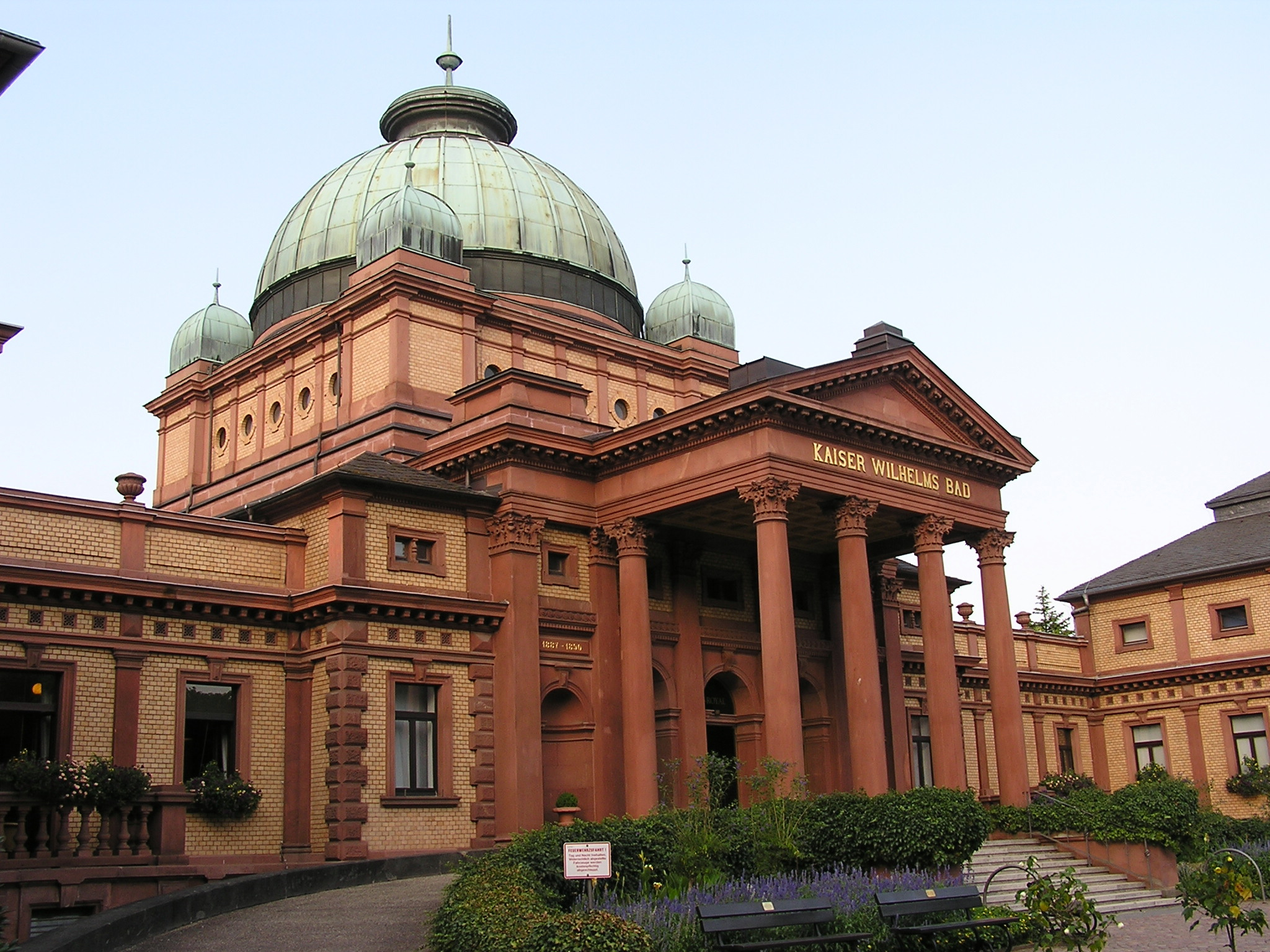
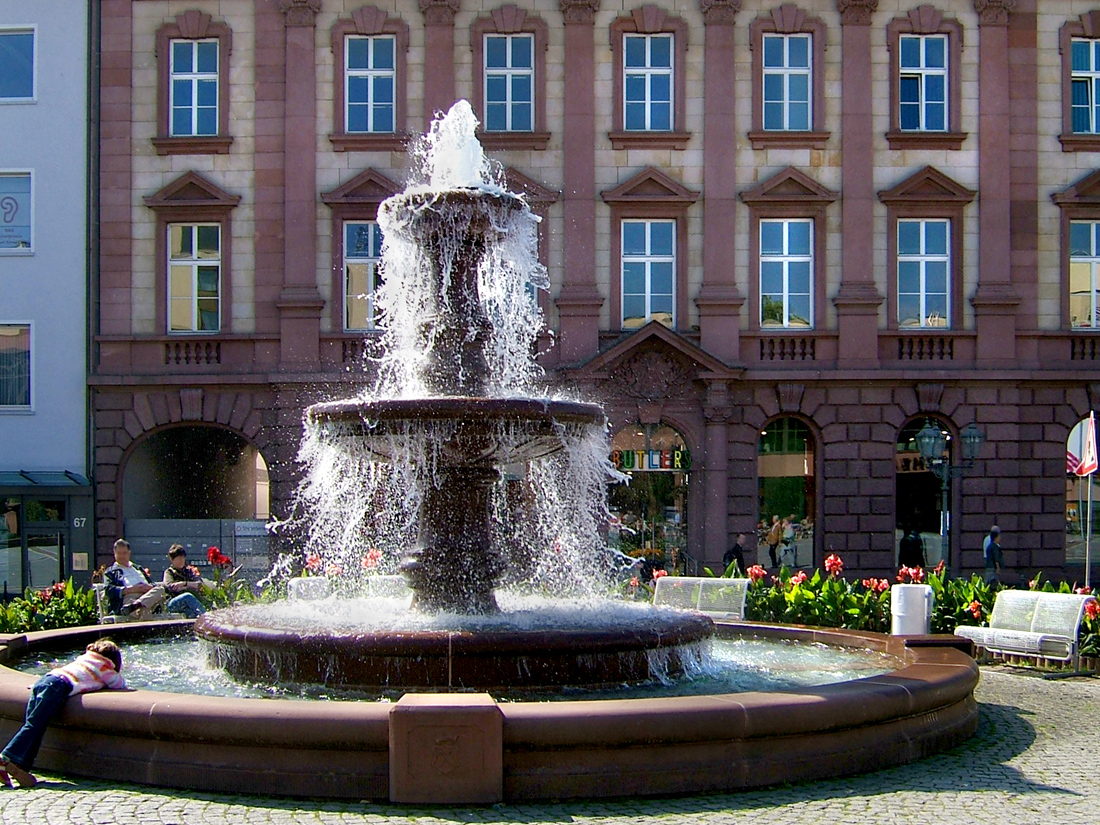
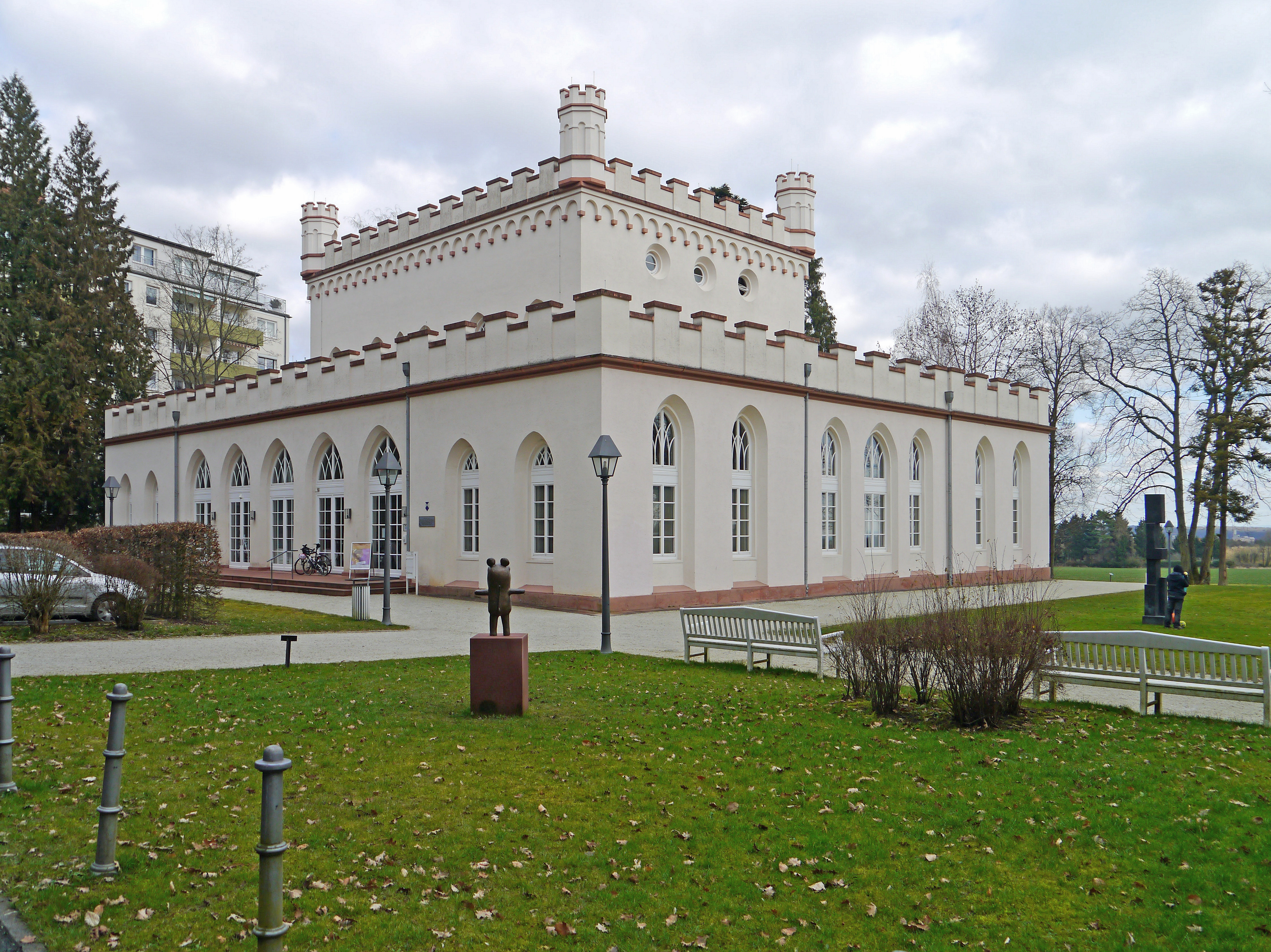
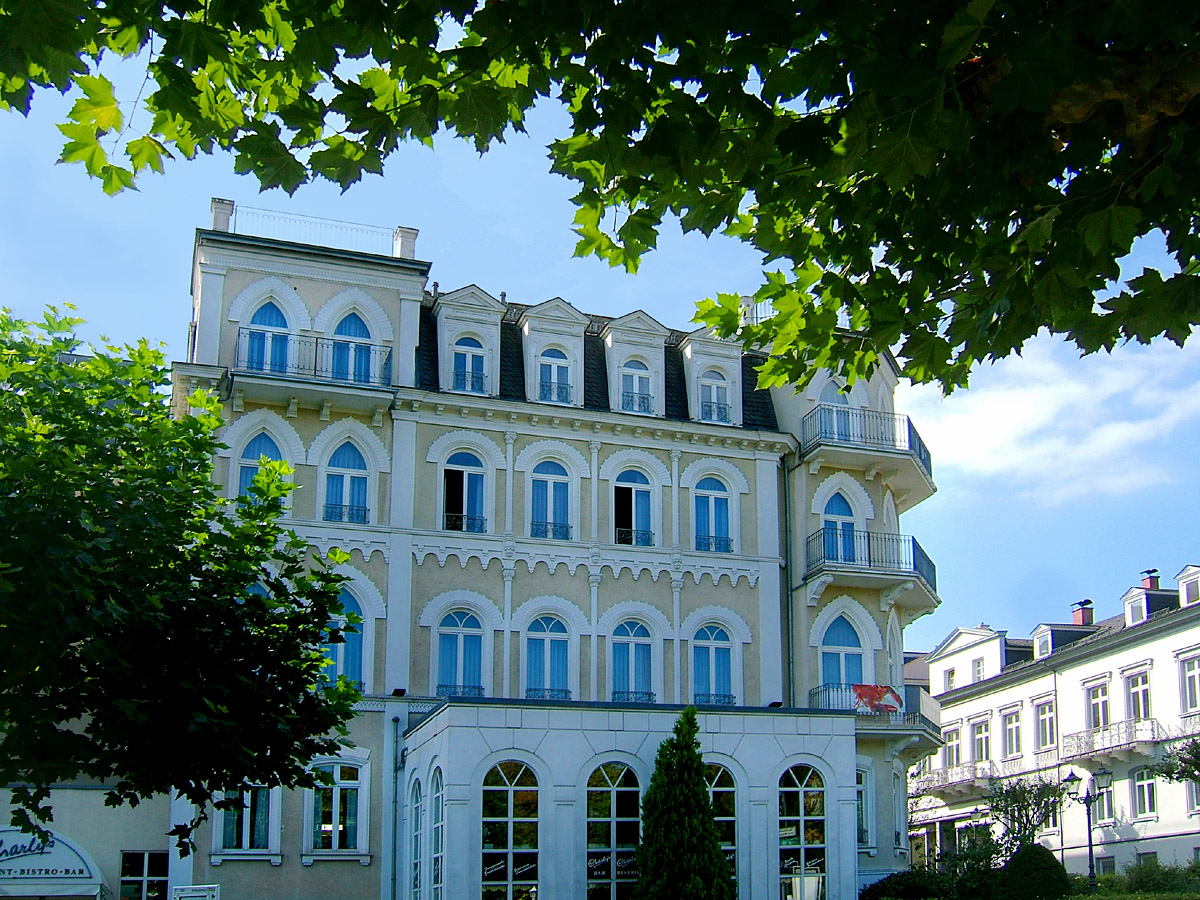
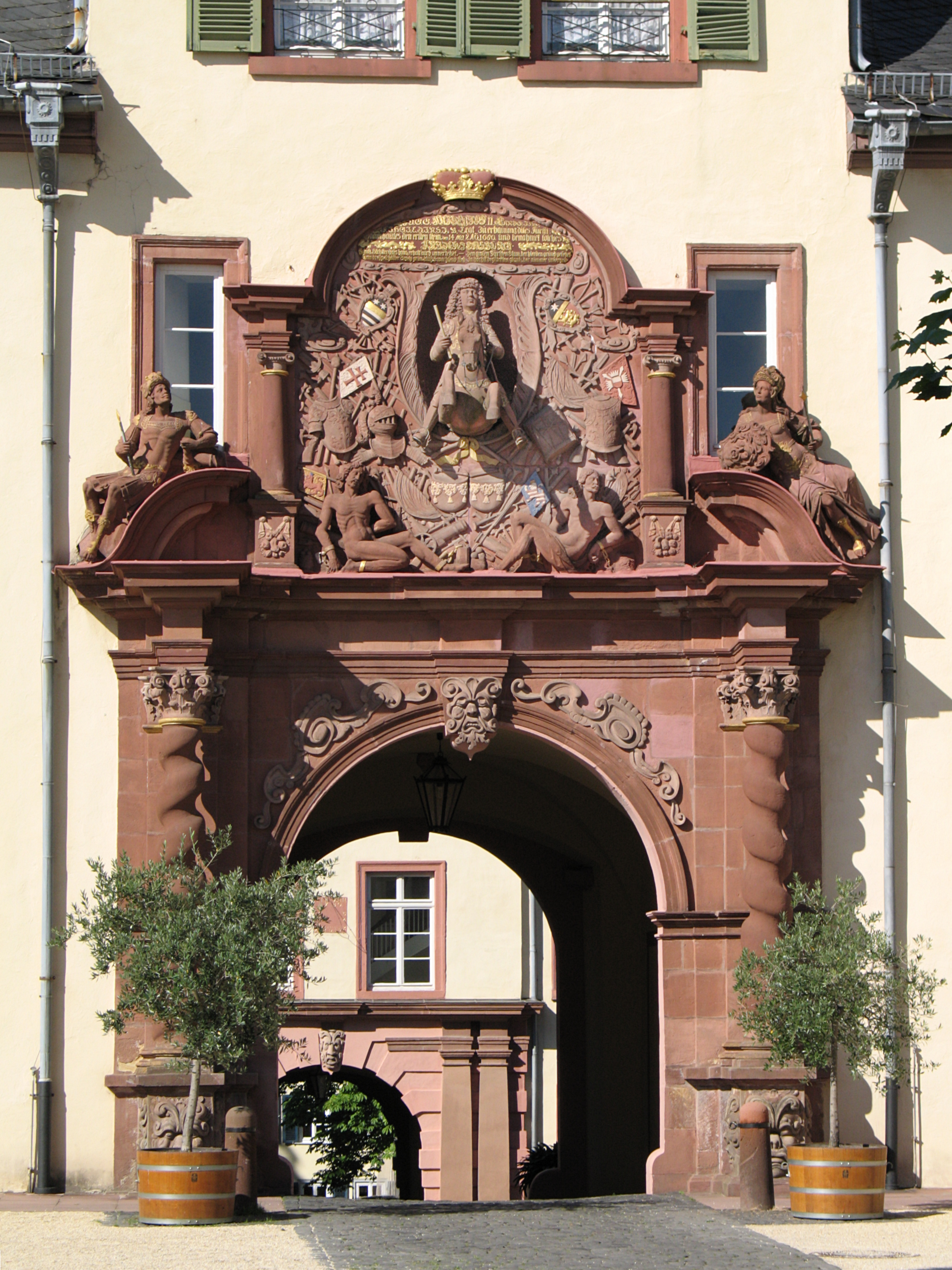
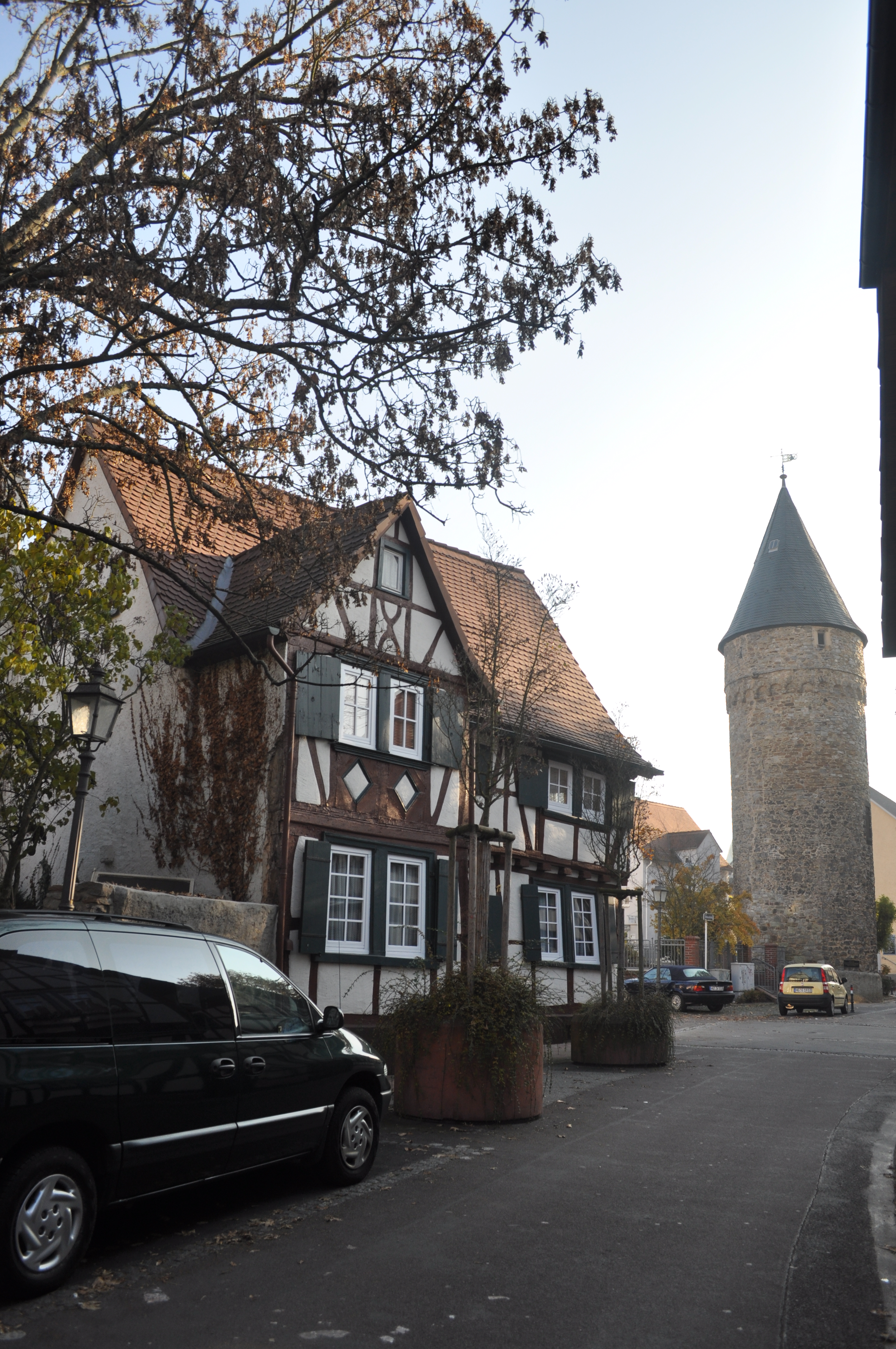
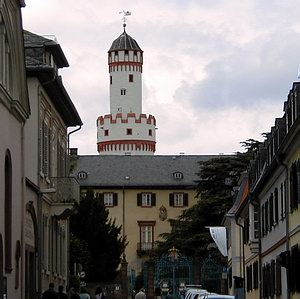
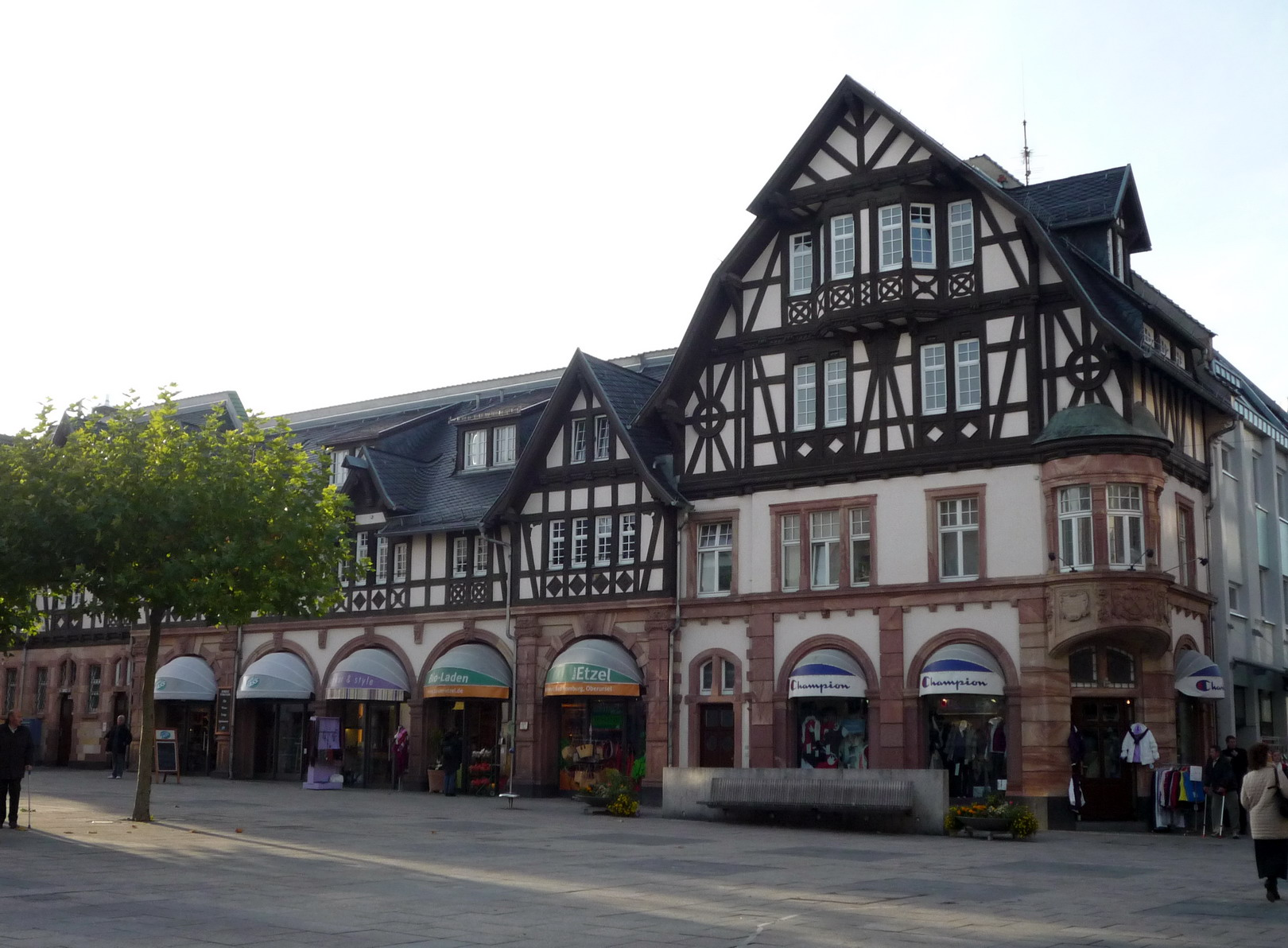

## Látnivalók
- Kastély
- Vármúzeum
- Fehér-torony

## Oktatás

### Általános iskolák
- Friedrich-Ebert-Schule
- Hölderlin-Schule
- Ketteler-Francke-Schule
- Landgraf-Ludwig-Schule
- Grundschule Im Eschbachtal
- Paul-Maar-Schule (Ober-Erlenbach)
- Grundschule Dornholzhausen

### Középiskolák
- Kaiserin-Friedrich-Gymnasium
- Humboldtschule
- Gesamtschule am Gluckenstein
- Maria-Ward-Schule
- Feldbergschule

### Főiskola
- Accadis Hochschule Bad Homburg (közgazdaságtan)

## Testvérvárosok

### Jelenlegi partnerek
- Chur, Svájc
- Dubrovnik, Horvátország
- Exeter, Egyesült Királyság
- Mariánské Lázně, Csehország
- Mayrhofen, Ausztria
- Peterhof, Oroszország
- Terracina, Olaszország
- Mondorf-les-Bains, Luxemburg
- Cabourg, Franciaország

### Leendő partnerek
- Greiz, Türingia
- Niš, Szerbia

## A város címere
A jelenlegi címert 1903 óta használja hivatalosan a város, de története a 15. századig nyúlik vissza, ekkor jelent meg egy oklevélen a két keresztbe tett kéregbalta. A címer jelenlegi színei a kék és az ezüst 1612 óta használatosak. A hajlított pajzs kék alapszíne a környező folyókra (a Majna és mellékfolyói), míg a balták a város fakitermelésben és feldolgozásban játszott egykori szerepére utalnak.